# Município de Tate (condado de Clermont, Ohio)
O município de Tate (em inglês: Tate Township) é um município localizado no condado de Clermont no estado estadounidense de Ohio. No ano de 2010 tinha uma população de 9.357 habitantes e uma densidade populacional de 76,15 pessoas por km².

## Geografia
O município de Tate encontra-se localizado nas coordenadas 38° 57′ 07″ N, 84° 06′ 05″ O. Segundo a Departamento do Censo dos Estados Unidos, o município tem uma superfície total de 122.87 km², da qual 120.7 km² correspondem a terra firme e (1.76%) 2.17 km² é água.

## Demografia
Segundo o censo de 2010, tinha 9.357 habitantes residindo no município de Tate. A densidade populacional era de 76,15 hab./km². Dos 9.357 habitantes, o município de Tate estava composto pelo 98.42% brancos, o 0.28% eram afroamericanos, o 0.15% eram amerindios, o 0.17% eram asiáticos, o 0.12% eram insulares do Pacífico, o 0.05% eram de outras raças e o 0.81% pertenciam a duas ou mais raças. Do total da população o 0.72% eram hispanos ou latinos de qualquer raça.